# Будинок Рад (Могильов)
Будинок Рад (біл. Дом Саветаў) у Могильові — велика адміністративна будівля в обласному центрі Білорусі місті Могильові, пам'ятка радянської архітектури міжвоєнного періоду.

## Загальні дані
Будинок Рад розташований у середмісті Могильова за адресою:
вул. Першотравнева, буд. 71, м. Могильов, Республіка Білорусь.
Автор проекту будівлі — відомий радянський архітектор Йосип Лангбард.

## З історії будівлі
Проект будівлі було створено в 1935 році в умовах можливого перенесення столиці БРСР до Могильова. Тому будинок був спроектований ідентично мінському Будинку Уряду. У 1938 році уряд республіки навіть ухвалив постанову про перенесення столиці. Відтак, у період від 1938 до 1940 року в центральній частині Могильова звели Будинок Рад для керівних органів республіки.
У повоєнний час Будинок Рад заклав основу післявоєнної реконструкції Могильова.
У незалежній Білорусі в будівлі міститься вищий орган обласної виконавчої влади — Могильовський обласний виконавчий комітет.